# Криптографічний захист інформації
Криптографі́чний за́хист інформа́ції — вид захисту інформації, що реалізується за допомогою перетворень інформації з використанням спеціальних даних (ключових даних) з метою приховування (або відновлення) змісту інформації, підтвердження її справжності, цілісності, авторства тощо.